# 秋田県道136号大滝温泉停車場線
秋田県道136号大滝温泉停車場線（あきたけんどう136ごう おおたきおんせんてしゃじょうせん）は、秋田県大館市を通る一般県道である。

## 概要
大館市十二所字大滝地内のJR東日本 花輪線・大滝温泉駅から大滝温泉街に至る300mの短距離路線である。
接続する大館市道は、国道103号大館バイパスが開通する1983年まで大館市と鹿角市を結ぶ幹線道路（旧・国道103号）だったが、大館バイパスが開通してからは交通量が少なく閑散としている。

### 路線データ
- 総延長 : 0.285 km[2]
- 実延長 : 0.285 km[2]
- 起点 : 秋田県大館市十二所字上川代17番2地先（大滝温泉駅）[3]北緯40度12分37.24秒 東経140度38分25.46秒
- 終点 : 秋田県大館市十二所字川代65番2北緯40度12分47.11秒 東経140度38分25.62秒
- 未供用区間 : なし[2]

## 歴史
- 1959年（昭和34年）2月17日 - 秋田県道に認定される[3]。
- 1983年（昭和58年）9月 - 国道103号大館バイパスが供用開始され、当県道と接続する国道や県道が存在しなくなった。

## 路線状況

### 冬期閉鎖区間
- なし[4]

### 交通不能区間
- なし[5]

## 地理

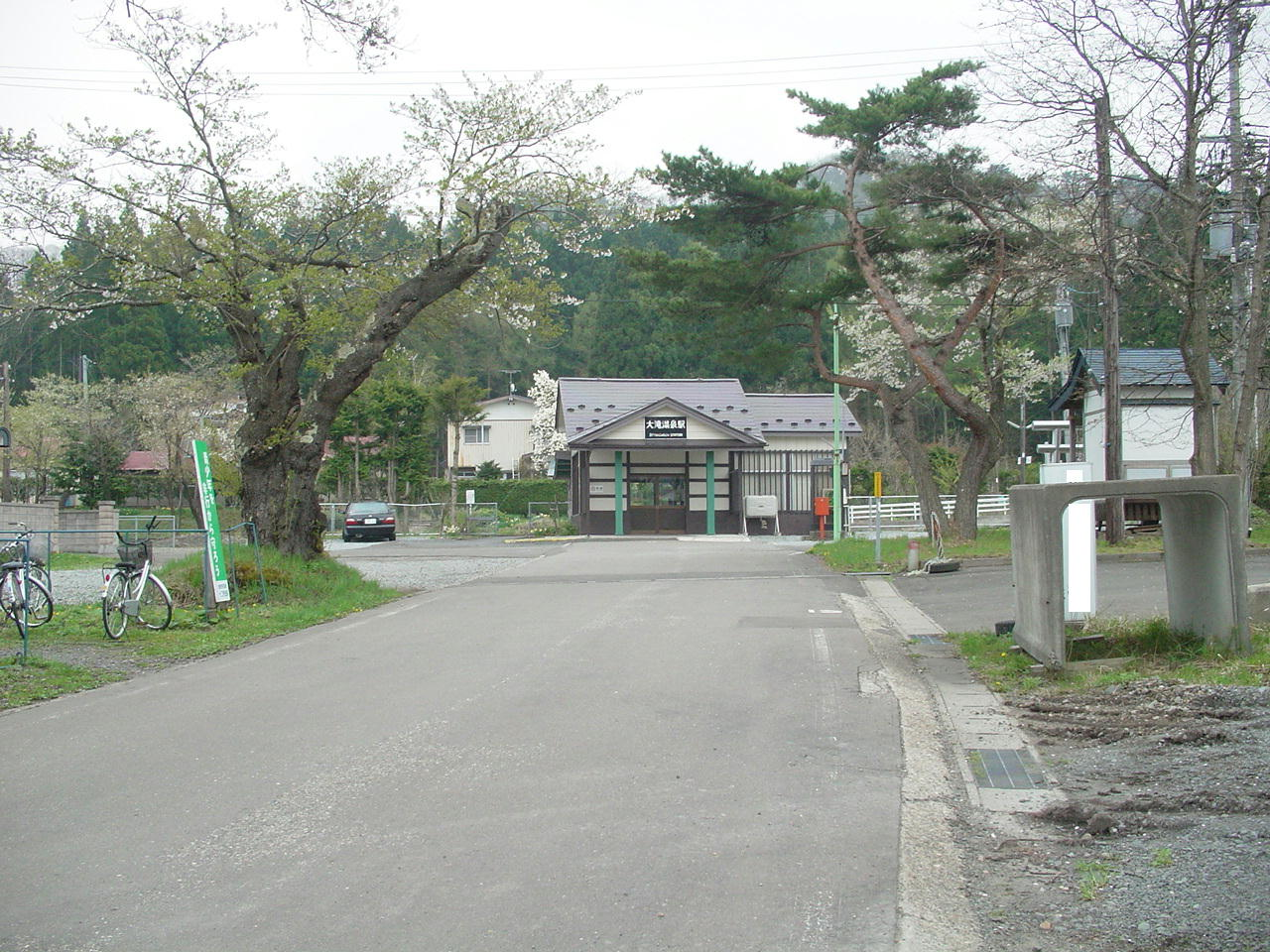
大滝温泉駅

### 交差する道路
| 施設名       | 接続路線名          | 備考 | 所在地               |
| ------------ | ------------------- | ---- | -------------------- |
| 大滝温泉駅前 |                     | 起点 | 大館市十二所字上川代 |
|              | 市道（旧国道103号） | 終点 | 大館市十二所字川代   |

### 沿線の施設
- 大滝温泉
- JR東日本 花輪線 大滝温泉駅
- 秋田労災病院（終点を直進し、市道で米代川を渡ってすぐ）